# Arrondissement Môle-Saint-Nicolas

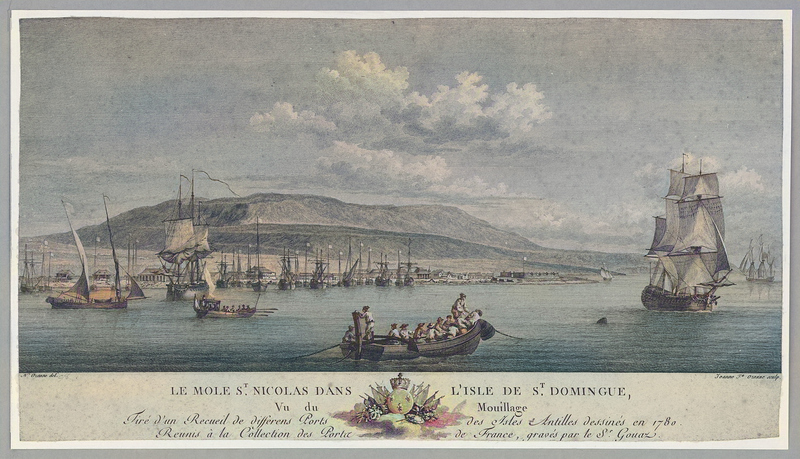
Historische Ansicht von Môle-Saint-Nicolas (Radierung, Ende des 18. Jahrhunderts)

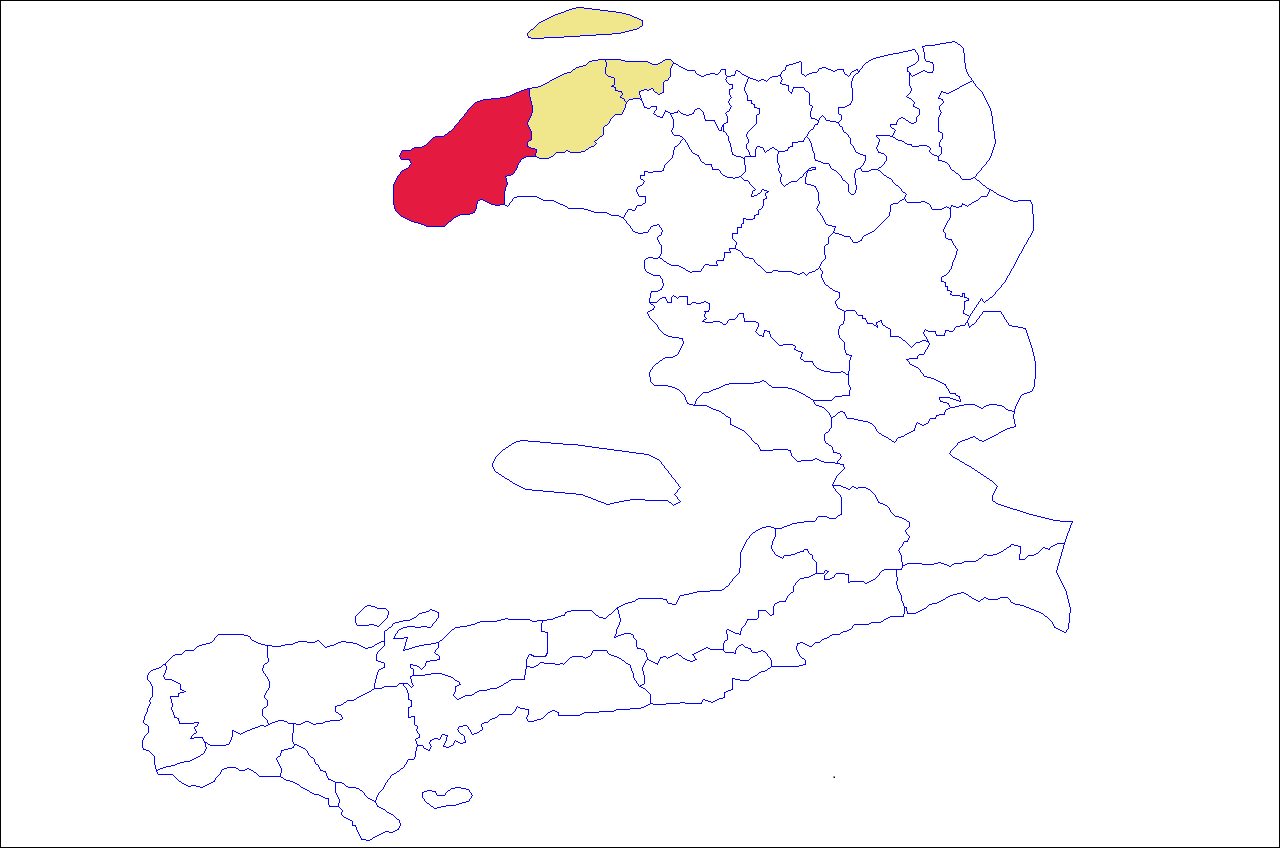
Lage des Arrondissements Môle-Saint-Nicolas in Haiti und im Département Nord-Ouest

Das Arrondissement Môle-Saint-Nicolas (haitianisch-kreolisch: Mòl Sen Nikola) ist eine der drei Verwaltungseinheiten des Départements Nord-Ouest, Haiti. Hauptort ist die Gemeinde Môle Saint-Nicolas.

## Lage und Beschreibung
Das Arrondissement liegt im Westen des Départements Nord-Ouest. Als Halbinsel hat es Küsten zum Atlantischen Ozean im Norden, der Windward-Passage im Westen und dem Golf von Gonâve im Süden.
Benachbart sind im Osten das Arrondissement Port-de-Paix und im Südosten das Arrondissement Gros-Morne.
In dem Arrondissement gibt es vier Gemeinden:
- Môle Saint-Nicolas (rund 34.000 Einwohner),
- Baie-de-Henne (rund 17.000 Einwohner),
- Bombardopolis (rund 36.000 Einwohner) und
- Jean-Rabel (rund 148.000 Einwohner).

Das Arrondissement hat rund 246.000 Einwohner (Stand: 2015).
Die Routes Départementales RD-151 (im Norden) und RD-12 (im Süden) verbinden das Arrondissement mit dem Straßensystem Haitis.